# 민백미꽃
민백미꽃(Vincetoxicum acuminatifolium)은 쌍떡잎식물 용담목 박주가리과의 여러해살이 초본이며 여러해살이풀이다. 한국 각처의 산과 들에서 자란다. 

## 특징
민백미꽃의 생육환경은 반그늘진 곳이며 물 빠짐이 좋은 토양에서 자란다. 키는 30에서 60cm이고 잎의 길이는 8에서 15cm, 폭은 4에서 8cm이다. 잎의 양면에 잔털이 있으며 타원형이고 마주난다. 백색 꽃은 지름이 약 2cm이고 원줄기 끝과 윗부분 잎겨드랑이에서 나오며 펼쳐지듯 꽃이 달린다. 꽃 속에 들어있는 백색은 삼각형 모양이고 다섯개로 갈라진다. 열매는 8월에서 9월경에 달린다. 종자가 익으면 흰색털이 달린다.

## 쓰임새
민백미꽃은 관상용과 약용으로 쓰인다. 민백미꽃의 뿌리를 한방에서 백전이라는 약재로 쓰인다. 이 약재는 진해, 거담에 효과가 있으며
기침이 심하거나 가래가 많을 때 사용한다.풍증이나 놀란 증상들을 치료하는데 쓰인다.

## 번식 및 관리법

### 번식법
민백미꽃의 종자를 9월에 받아 두었다가 화분에 바로 뿌리거나 종자를 싸서 냉장보관 한 뒤 이듬해 봄에 뿌린다. 포기나누기는 이듬해 봄이나 가을에 한다.

### 관리법
민백미꽃은 화단이나 화분에 심어서 기르는 것이 좋으며 물은 2~3일 간격으로 준다.